# Camponotus coxalis
Camponotus coxalis é uma espécie de inseto do gênero Camponotus, pertencente à família Formicidae.